# Nemunėlio Radviliškis

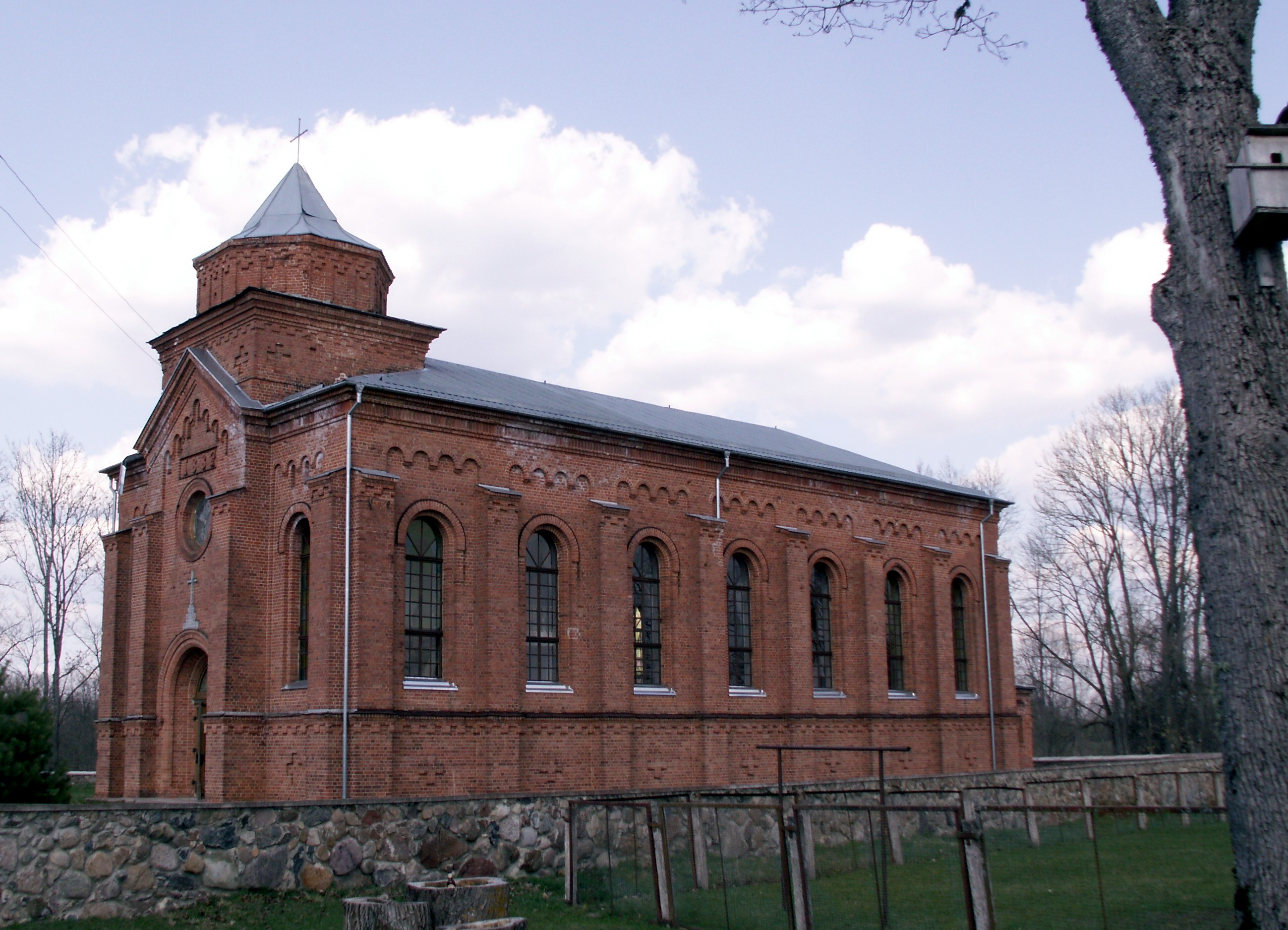
Église de la ville

Nemunėlio Radviliškis est une Municipalité du district de Biržai dans l'Apskritis de Panevėžys
au nord de la Lituanie. En 2001, sa population est de 729 habitants.

## Histoire
Le 8 août 1941, la communauté juive de la ville est massacrée dans une exécution de masse. Environ 70-80 personnes sont assassinées par un Einsatzgruppen.

## Personnalités
- Vincentas Sladkevičius (1920 – 2000), Cardinal catholique.